# Sogndal
Sogndal er en kommune og en by i Vestland fylke i Norge. Kommunen ligger langt inde i Sognefjorden og grænser i nord til Jølster, i øst til Luster, i syd til Lærdal og Vik (syd for fjorden), og i vest til Førde. Den 1. januar 2020 blev kommunerne Balestrand, Leikanger og Sogndal lagt sammen under navnet Sogndal.
Indbyggertallet er fordelt på Sogndal (ca. 5000) og Kaupanger (ca. 1500).
Udover at være en fodboldby (Sogndal IL) bliver Sogndal kaldt »saftbygda«, på grund af Lerum Konserves AS, som har afdelinger både i Sogndal og på Kaupanger. 20 km fra centrum ligger Sogndal Lufthavn, Haukåsen.
Sogndal fik i 2007 ny tunnel.
Kaupanger har en af Norges ældste stavkirker.

## Tusenårssted
Kommunens tusenårssted er kulturhuspladsen, som er den åbne plads foran Sogndal kulturhus. Pladsen er tænkt som et rum for kunst, men er endnu ikke færdigudviklet.

## Galleri
- Fosshaugane Campus
- Sognehallen
- Stedjebjerget